# ヒルトンタイム
ヒルトンタイム（HILTON TIME）は、イタリアのファッションブランドである。日本では、「HILTON TIME」として商標登録されている。（登録商標第3203128号）
1960年代にイタリアのベスティメンタ（VESTIMENTA）社によって創られたファクトリーブランド。ベスティメンタはアルマーニのファーストライン、ジョルジオ・アルマーニの生産工場であったことから、アルマーニと同等の品を約半値、スーツにして20万円弱で購入できるとして、一部で人気が高かった。
当初はジョルジオ・アルマーニがデザインを手掛け、「HILTON by GIORGIO ARMANI」の名で展開されていたが、アルマーニの手を離れた後は「HILTON TIME」となった。
日本では三喜商事が代理店となっていたが、一時撤退。その後、青山商事により、再度日本国内で流通しており、洋服の青山での最高級ブランドと位置づけられている。店舗のみならず、オンラインショップではさらに上位の限定商品が取り扱われるなど、青山商事において別格のブランドとして扱われている。